# Rana Khaled Mahmoud
Rana Khaled Mahmoud (* 24. August 2001) ist eine ägyptische Leichtathletin, die sich auf den Diskuswurf spezialisiert hat.

## Sportliche Laufbahn
Erste internationale Erfahrungen sammelte Rana Khaled Mahmoud im Jahr 2017, als sie bei den U18-Weltmeisterschaften in Nairobi mit einer Weite von 42,42 m den zehnten Platz im Diskusbewerb belegte. Im Jahr darauf siegte sie mit 44,99 m bei den Jugend-Afrikaspielen in Algier und erreichte im Herbst bei den Olympischen Jugendspielen in Buenos Aires Rang zwölf. 2019 gelangte sie bei den Juniorenafrikameisterschaften in Abidjan mit 44,43 m Rang vier und auch bei den Arabischen Meisterschaften 2021 in Radès wurde sie mit 47,13 m Vierte. Im Jahr darauf klassierte sie sich bei den Afrikameisterschaften in Port Louis mit 49,65 m auf dem sechsten Platz.